# Brachygalaxias bullocki
Brachygalaxias bullocki é uma espécie de peixe da família Galaxiidae.
É endémica do Chile.